# 반고서원유허비
반고서원유허비(槃皐書院遺墟碑)는 울산광역시 울주군 언양읍 대곡리에 있는 조선시대의 비석이다. 2004년 12월 16일 울산광역시의 유형문화재 제13호로 지정되었다.

## 개요
유허비(遺墟碑)란 한 인물의 옛 자취를 밝혀 후세에 알리고자 세우는 비석으로, 이 비는 고려 말 충신 포은 정몽주(圃隱 鄭夢周, 1337〜1392) 선생의 학덕을 기리고 있다.
포은 선생은 고려 우왕 1년(1375) 성균관 대사성의 벼슬에 있으면서 중국 명나라를 배척하고 원나라와 친하게 지내려는 친원배명(親元排明) 정책에 반대하다가 언양에서 1년 넘게 귀양살이를 하였다. 그동안 반구대에 올라 “중양절감회(重陽節感懷)”라는 시를 짓는 등 많은 자취를 남겼다. 그 후 지역인들은 선생을 추모하여 반구대를 ‘포은대’라 명명하기도 하였다.
숙종 38년(1712) 언양 지역 유생들이 포은 정몽주, 회재 이언적(晦齋 李彦迪), 한강 정구(寒岡鄭逑) 세 분을 추앙하여 반고(槃皐)서원을 세우고 제사하였다. 그러나 고종 8년(1871) 흥선 대원군의 명으로 서원은 문을 닫게 되었다.
그 후 지역 유림들이 포은대영모비(1885), 포은대실록비(1890), 반고서원유허비실기(1901) 3기의 비석을 차례로 세웠으며, 1965년 현위치로 이전하였다.

## 참고 자료
- 반고서원유허비 - 국가유산청 국가유산포털